# Трансепт
Трансепт е термин в сакралната (църковна) архитектура.
Често перпендикулярно на корабите се изгражда допълнителен кораб, наричан трансепт. Той може да бъде еднокорабен или многокорабен. Квадратът, който се получава при пресичането на главния кораб и трансепта, се нарича предхоров квадрат (на английски: crossing). Над него може да бъде поставен купол – практика, която след 6 век, с развитието на архитектурните технологии, става масова.